# Mercedes-Benz SLS AMG
Mercedes-Benz SLS AMG (код кузова — C197) — двомісне спортивне купе-родстер люкс-класу концерну Mercedes-Benz. Виробляється спортивним підрозділом концерну AMG. Завдяки дверцям, які відкриваються догори типу «крило чайки», вважається історичним спадкоємцем культової моделі 1950-х років Mercedes-Benz 300SL.
Автомобіль оснащений 8-циліндровим V-подібним двигуном об'ємом 6,2 л. Базова ціна (без опцій та екстрас) починається від 205 тисяч євро.
Прем'єра моделі відбулася в 2009 році на Франкфуртському автосалоні, в березні 2010 автомобіль поступив у продаж.

## Технічні характеристики

### Кузов
Кузов виробляється з алюмінію на заводі концерну Даймлер-Бенц в Австрії. Нетто-вага 241 кг.

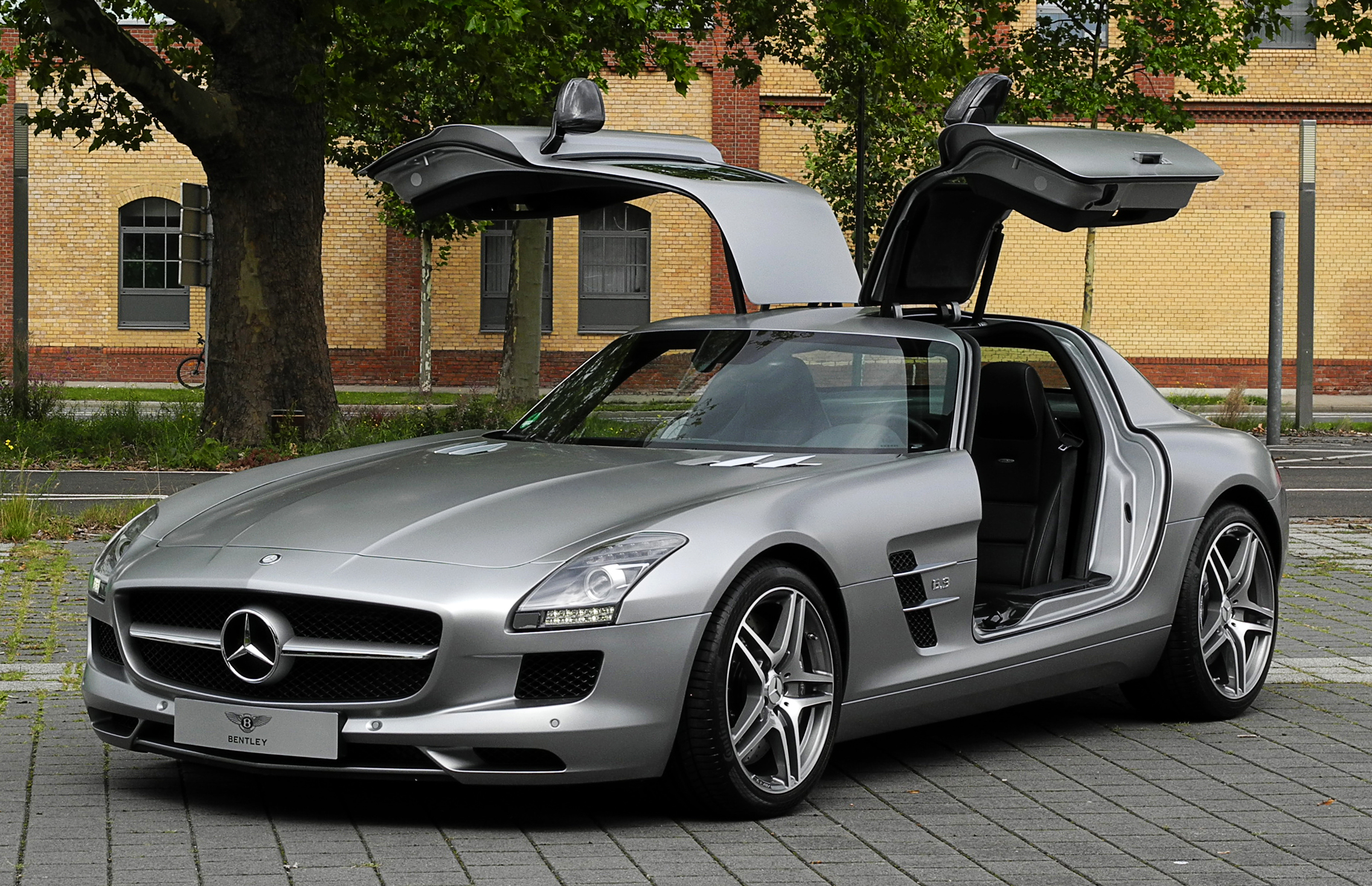
Mercedes-Benz SLS AMG

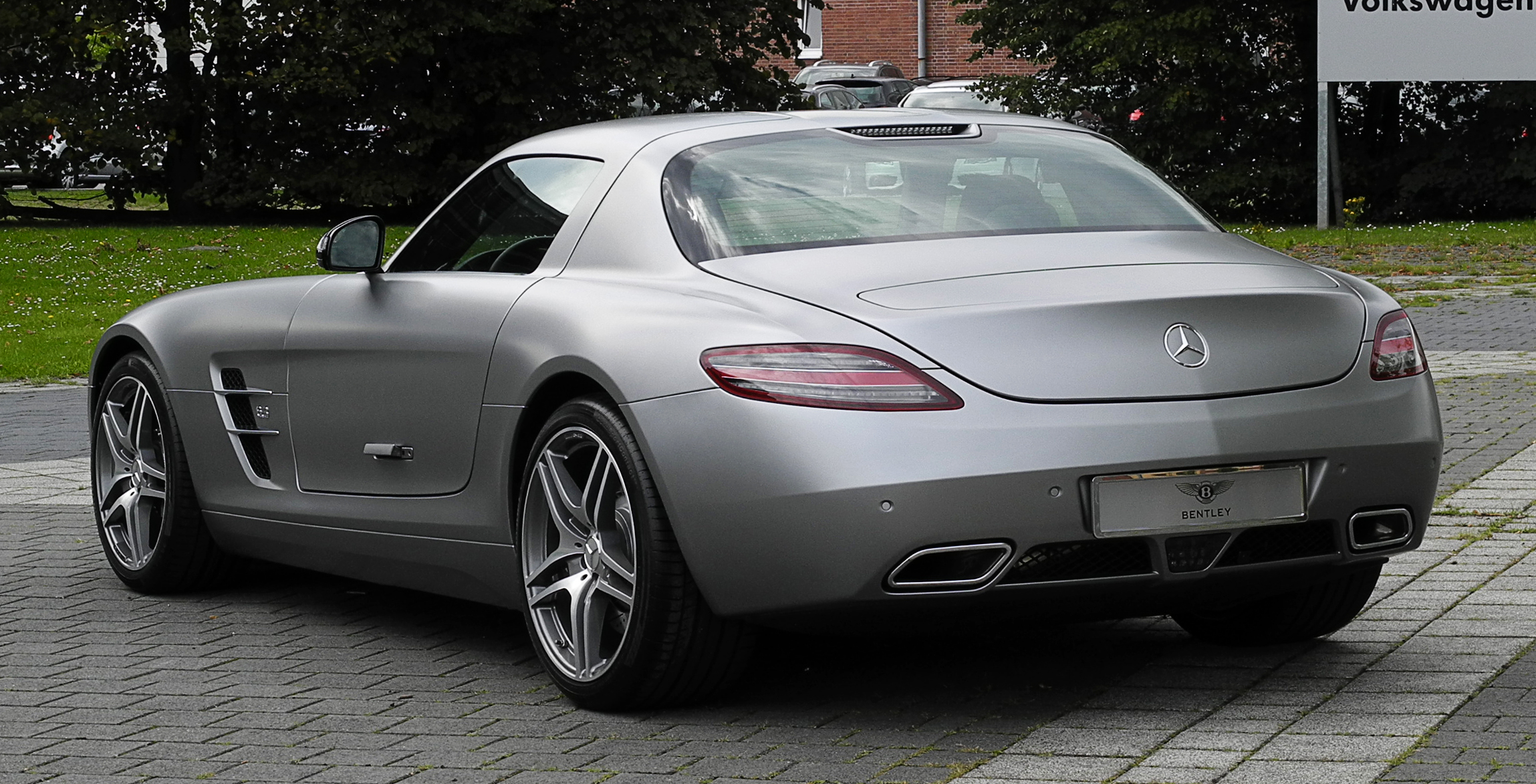
Mercedes-Benz SLS AMG

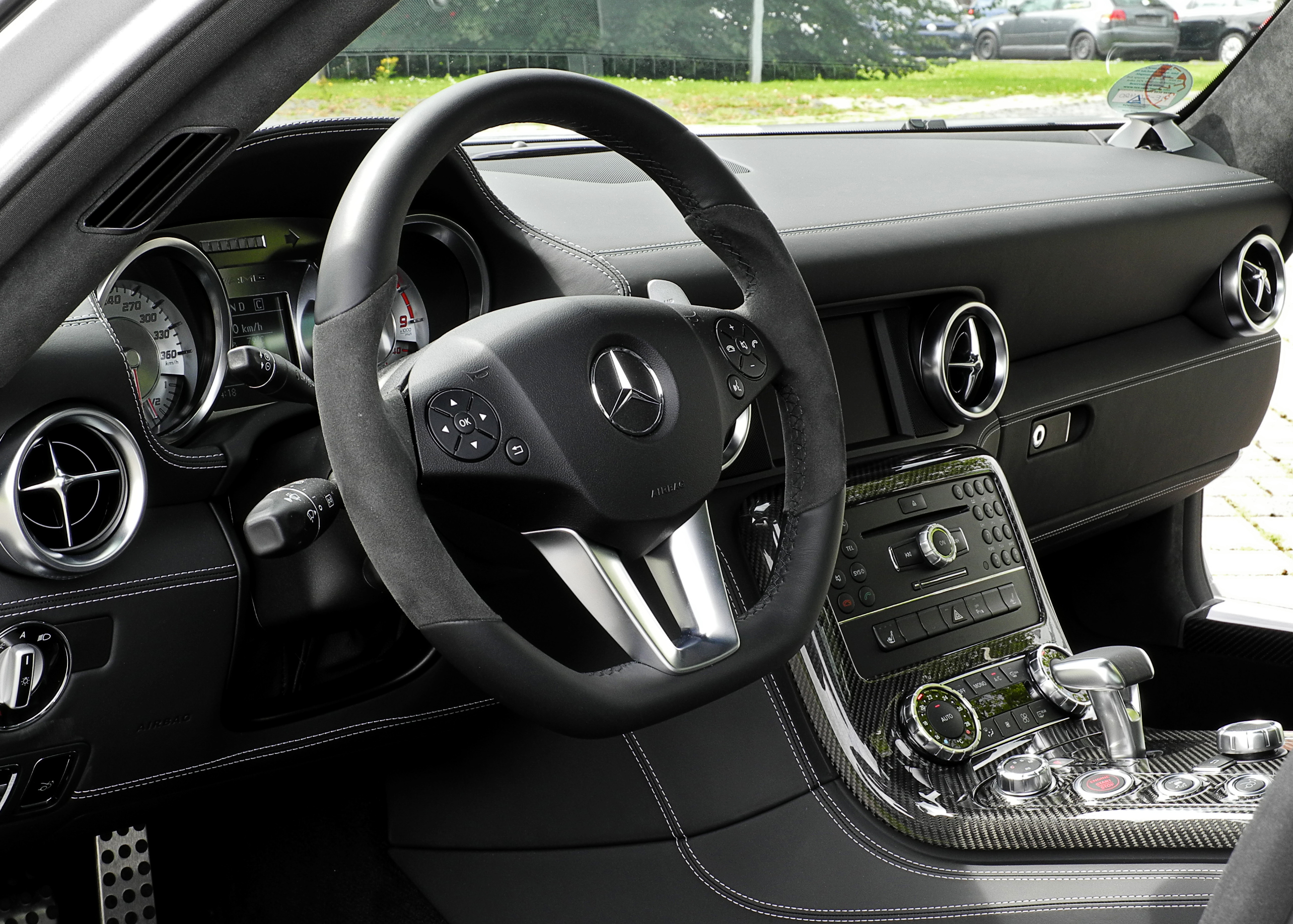
Салон Mercedes-Benz SLS AMG

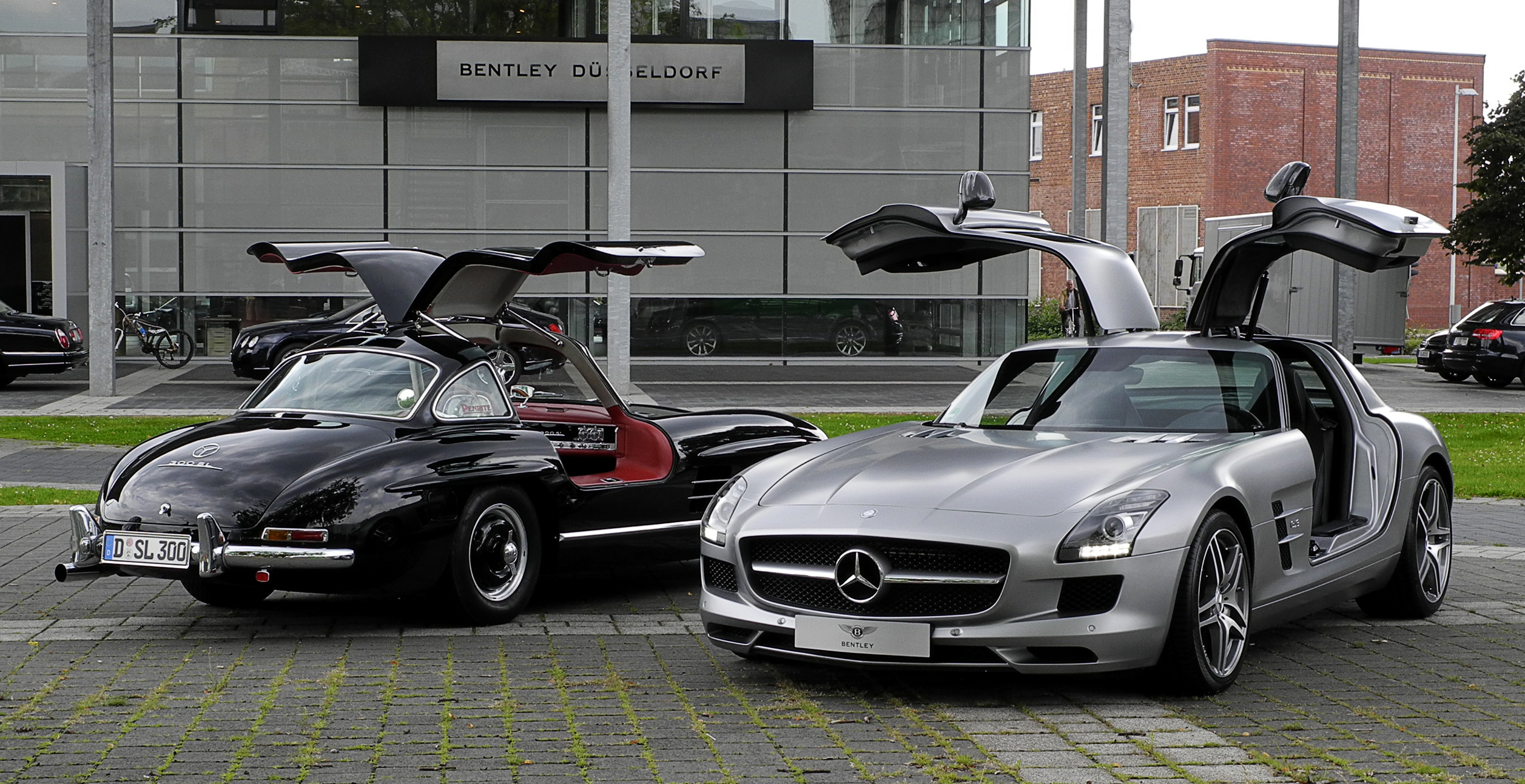
Mercedes-Benz SLS AMG (C 197) і Mercedes-Benz 300SL (W 198)

### Двигун
Поздовжньо встановлений бензиновий V8 з сухим картером потужністю 571 к.с. при 6800 об / хв і крутним моментом 650 Нм при 4750 об/хв. Двигун — M159 — заснований на алюмінієвому блоці M156, тому діаметр і хід поршня, а відповідно і обсяг залишилися колишніми. Литі поршні були замінені на ковані, заново спроектовані системи впуску й випуску. Але двигун вийшов важчим 205 кг — ніж 199 у M156.
|                                | Mercedes-Benz SLS AMG       |
| ------------------------------ | --------------------------- |
| Циліндри/Клапани               | 8/4                         |
| Об'єм (см³)                    | 6208                        |
| Потужність (к.с./кВт при хв−1) | 571/420 при 6800            |
| Крутний момент (Нм/хв−1)       | 650/4750                    |
| Ступінь стиску                 |                             |
| Привід                         | Задній                      |
| 0-100 км/год                   | 3,8                         |
| Максимальна швидкість (км/год) | > 315 (електронно обмежена) |
| Витрати пального (л/100 км)    | 13,2                        |
| CO2-Викиди (г/км)              | 314                         |
| Вага (кг)                      | 1620                        |
| Бак (Літри)                    | 85                          |
| Роки випуску                   | з 2010                      |

### Трансмісія
Модель комплектується семиступінчастою коробкою передач з двома зчепленнями фірми Getrag. Як і у «дідуся» — 300SL — у SLS встановлені.
Автомобіль обладнаний системою Launch Control.
Від «мерседесівського» автомата MCT Speedshift відмовилися для співвідношення ваги між осями (47:53 на користь задніх коліс), оскільки його неможливо було встановити за схемою transaxle. У результаті була замовлена роботизована коробка семиступінчаста передач з двома зчепленнями у фірми Getrag. Зчеплення встановлені перед головною передачею, шестірні — за нею. Коробка має 4 режими роботи: економічний, спортивний, спортивний +, ручний. Також встановлено самоблокується диференціал.

## Модельні варіанти

### SLS AMG Roadster

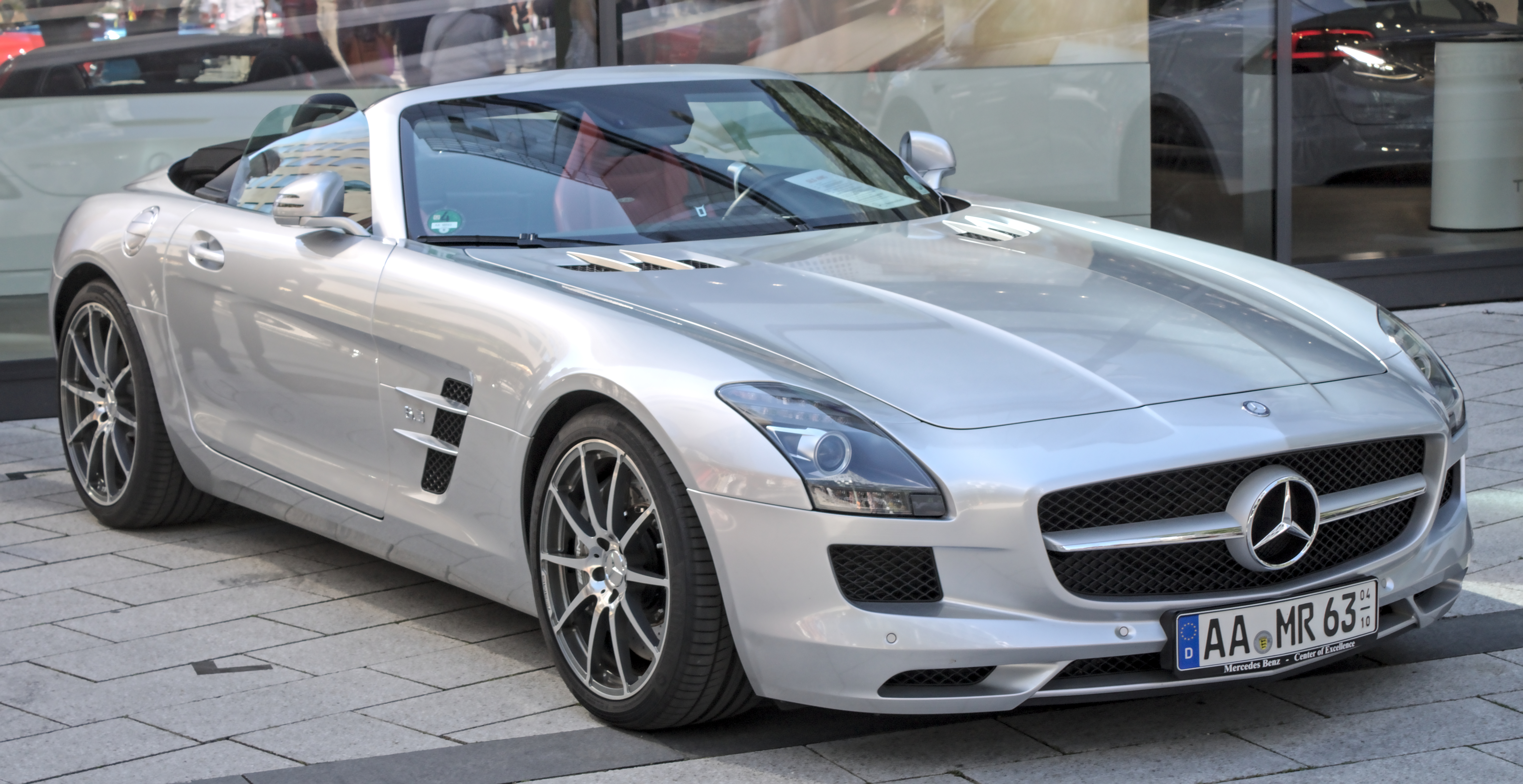
Mercedes-Benz SLS AMG Roadster

У жовтні 2010 року з'явилися перші шпигунські фотографії відкритої версії суперкара. А на початку травня 2011 року Mercedes-Benz офіційно представив фотографії родстера. Прем'єра відбулася на Франкфуртському автосалоні в 2011 році. Відкрита версія отримала м'який складний дах, в конструкції якої застосовані магній, сталь і алюміній. Процедура складання-натягування верху триває всього 11 секунд і може проводитися на швидкості до 50 км/год. А від дверей типу крило чайки через відсутність даху довелося відмовитися в сторону звичайних дверей. Для надання більшої жорсткості кузов родстера був посилений, а маса каркаса кузова при цьому збільшилася лише на 2 кг у порівнянні з кузовом купе. У технічному плані родстер повністю відповідає купе.

### SLS AMG GT

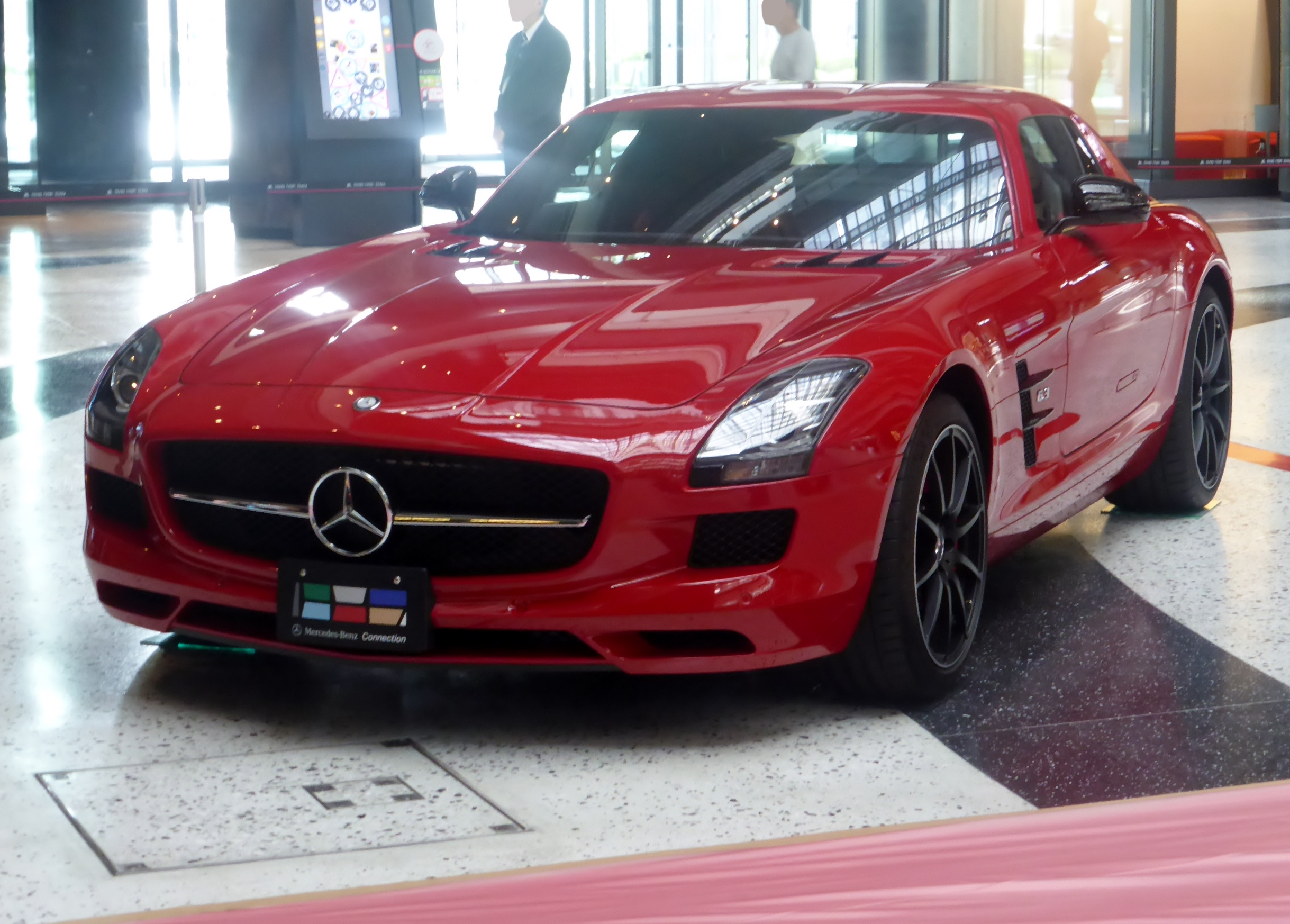
Mercedes-Benz SLS AMG GT

У 2012 році була представлена версія SLS AMG GT, яка так саме як і стандартна модель була доступна у двох кузовах — купе та родстер. Перш за все основні зміни стосуються збільшення потужності на 20 к.с. в порівнянні з базовим SLS AMG 591 к.с. (крутний момент залишився попереднім) та більш жорсткого налаштування адаптивної підвіски. Кращі характеристики дозволяють розганятися версії GT до першої сотні за 3,7 сек., а до другої за 11,2. Зовні SLS AMG GT від звичайного SLS можна відрізнити завдяки затемненій оптиці по колу, решітці радіатора та дзеркалам заднього виду. Як опція, доступні карбонові накладки для кузову. Ціна в Німеччині на цю модель становила 204,7 тисяч євро.

### Black Series
На автомобіль Mercedes-Benz SLS AMG Black Series встановлювався атмосферний V8 об'ємом 6.2 літра з віддачею у 631 кінську силу. Максимальна потужність була доступна при позначці 8000 об/хв. Щоправда, при цьому знизився пік крутного моменту у порівнянні зі звичайним SLS, з 650 до 634Нм. Таких високих показників потужності і тяги вдалось здобути шляхом установки нових розподільчих валів, покращеній системі змазки двигуна, а також модернізованій системі впуску та випуску. Розгін SLS AMG Black Series до сотні становив 3.5 секунди, а максимальна швидкість — 315 км/год (обмежена електронікою). До виходу SL65 AMG Black Series, SLS у виконанні Black Series вважався найшвидшою та найпотужнішою моделлю в лінійці Mercedes-Benz.

### SLS AMG GT3

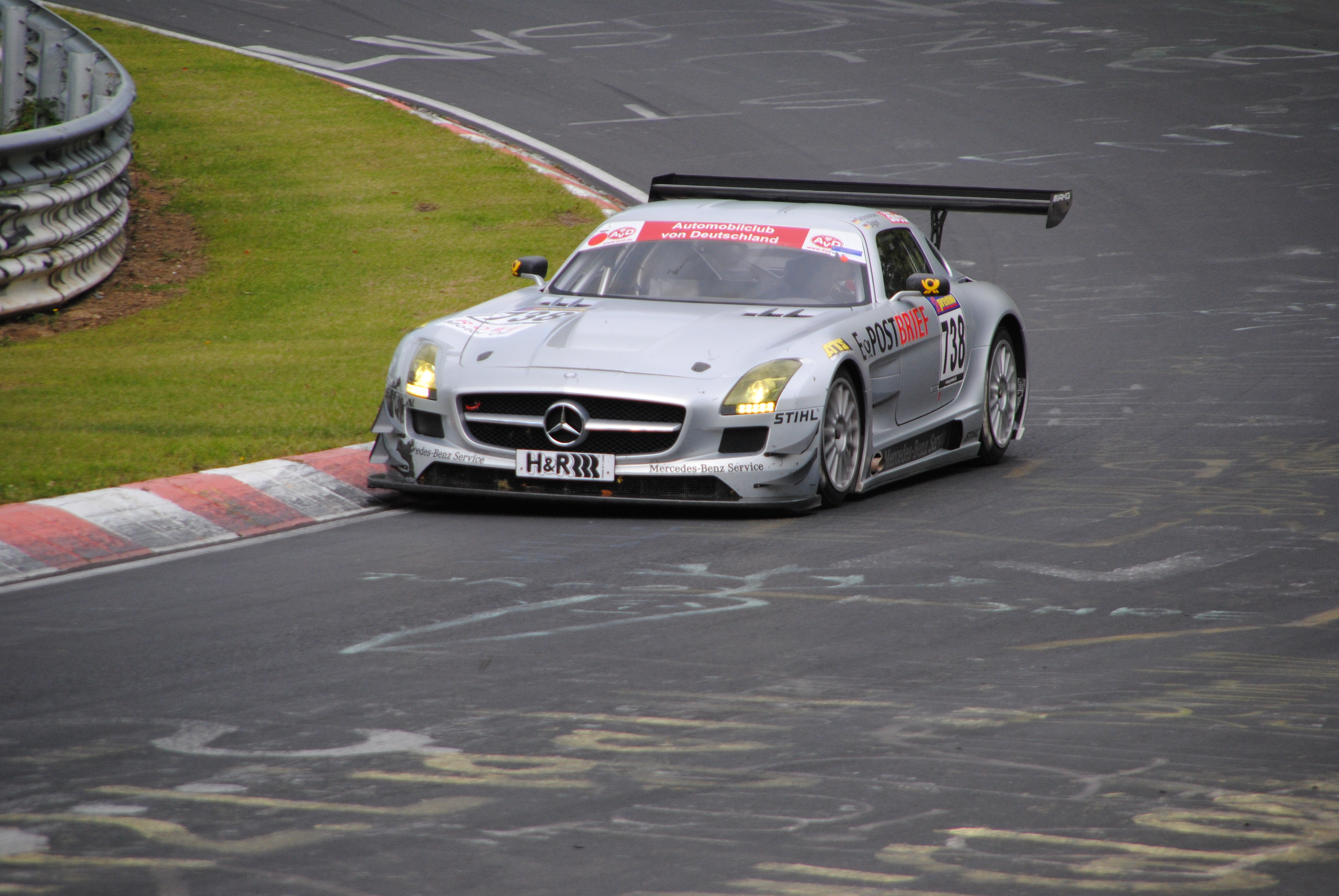
Mercedes-Benz SLS AMG GT3

Гоночна версія Mercedes-Benz SLS AMG, розроблена для участі в різноманітних змаганнях — серії FIA GT, 24-перегонів Ле-Мана та інших.
Потужність двигуна — 750 к. с.
Маса кузова на 300 кілограмів менше, ніж в базової моделі. Автомобіль має аеродинамічне обважування з масивним заднім антикрилом, каркас безпеки, гоночні сидіння, інші колісні диски.

### Електро автомобіль

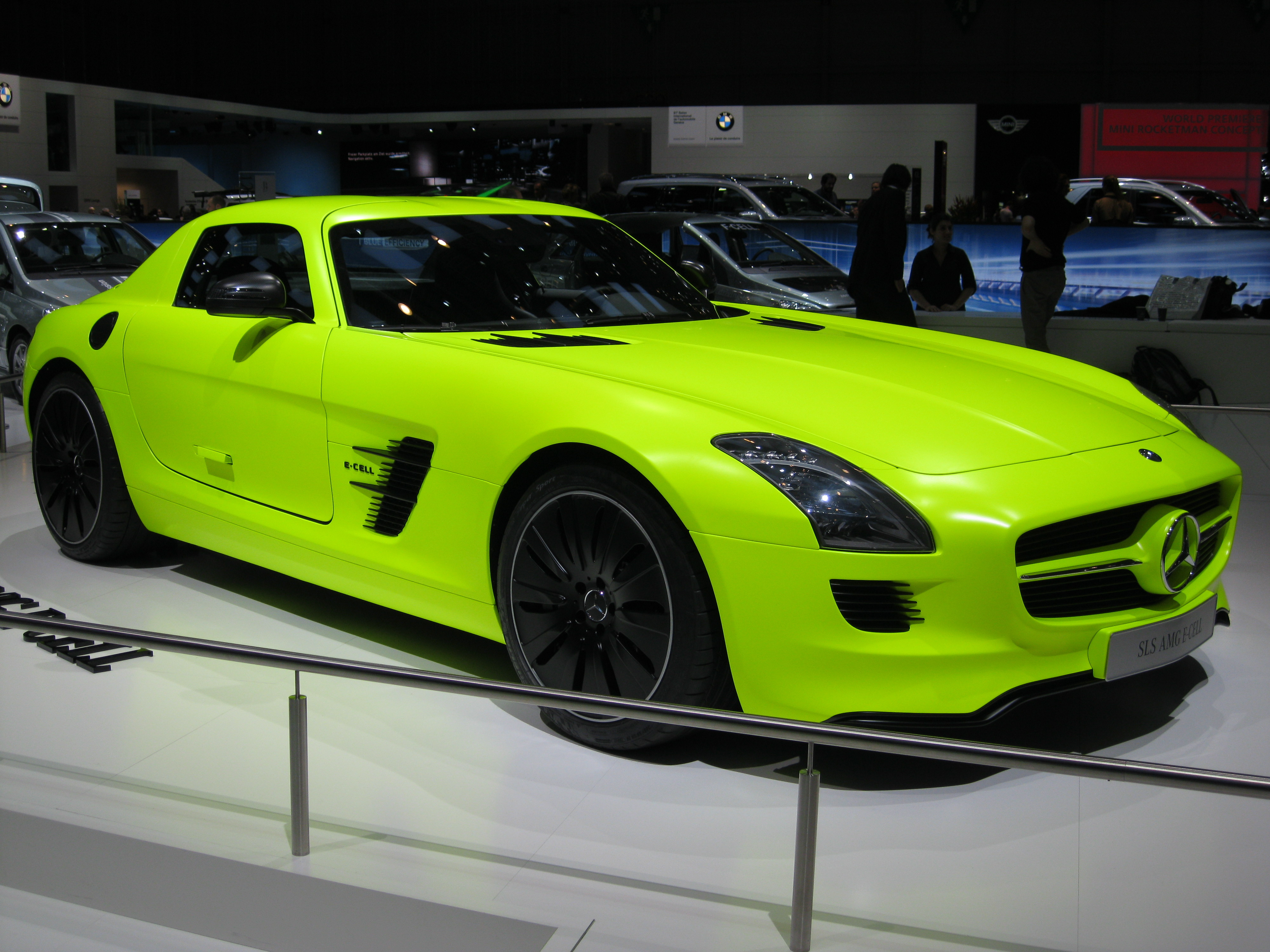
Mercedes-Benz SLS AMG E-Cell

Крім того, розробляється версія суперкара з чотирма електродвигунами (по двигуну на колесо), змонтованими на елементах підвіски, а літій-іонний акумулятор встановлено у центральному тунелі. Сумарна потужність і крутний момент електроустановки 525 к.с. і 880 Нм відповідно, що близько до бензинової версії, дозволяють розганяти до сотні «електросуперкар» за 4 с. Запас ходу електроверсії не повідомляється, проте згадується про те, що ємність батарей менше, ніж у Tesla Roadster.

## Цікаві факти
- Кожен екземпляр автомобіля перед тим як потрапити до покупця проходить тестування на заводському треку. Обов'язково тестують роботу коробки перемикань під час прискорення, випробовують їзду у всіх режимах та на дорогах різного покриття — для перевірки щільності збірки та відсутності шумів або вібрації.
- Mercedes-Benz SLS AMG став офіційним сейфті-каром гонок «Формула-1» у сезоні 2010, замінивши Mercedes-Benz SL 63 AMG.[5]